# Poa laetevirens
Poa laetevirens är en gräsart som beskrevs av Robert Elias Fries. Poa laetevirens ingår i släktet gröen, och familjen gräs. Inga underarter finns listade i Catalogue of Life.